# 山元大輔
山元 大輔（やまもと だいすけ、1954年3月12日 - ）は、日本の生物学者。東北大学教授。専門は行動遺伝学。

## 略歴
東京都生まれ。東京農工大学農学部卒。1978年、同大学院農学研究科修士課程修了。1981年、北海道大学理学博士。1981年より1983年まで米国ノースウェスタン大学医学部博士研究員。三菱化学生命科学研究所室長を経て、1999年、早稲田大学教授。2005年、東北大学生命科学研究科教授。
キイロショウジョウバエのオスが同性愛化するサトリ突然変異体を発見。生物の性愛や行動の謎に迫る遺伝子研究を続けている。

## 著書
- 本能の分子遺伝学 羊土社 1994.6 実験医学バイオサイエンス
- 行動を操る遺伝子たち 本能と学習の接点をさぐる 1997.5 岩波科学ライブラリー
- 脳と記憶の謎 遺伝子は何を明かしたか 1997.4 講談社現代新書
- 脳が変わる!? 環境と遺伝子をめぐる驚きの事実 羊土社 1999.1
- 行動の分子生物学（編）シュプリンガー・フェアラーク東京 2000.12
- 遺伝子の神秘男の脳・女の脳 2001.7 講談社+α新書
- 恋愛遺伝子 運命の赤い糸を科学する 光文社 2001.10
- 図解雑学 記憶力 ナツメ社 2003.6
- 男と女はなぜ惹きあうのか 「フェロモン」学入門 2004.12 中公新書ラクレ
- 睡眠リズムと体内時計のはなし　日刊工業新聞社 2005.5
- 男と女はなぜ惹きあうのか 「フェロモン」学入門 桜雲会 2006.8
- 心と遺伝子 2006.4 中公新書ラクレ
- 浮気をしたい脳 ヒトが「それ」をがまんできない訳 小学館 2007.7
- 男は匂いで選びなさい 2007.4 ベスト新書
- 行動はどこまで遺伝するか 遺伝子・脳・生命の探求 ソフトバンククリエイティブ 2007.7 サイエンス・アイ新書
- 脳を刺激する習慣 遺伝子と脳を知れば、自分は変わる! PHP研究所 2009.2
- 行動遺伝学入門 動物とヒトの"こころ"の科学 小出剛共編著 裳華房 2011.11
- 遺伝子と性行動 性差の生物学 裳華房 2012

## 翻訳
- 神経行動学 J.P.エヴァート 小原嘉明共訳 培風館 1982.5
- ニューロバイオロジー ゴードン・M.シェパード 学会出版センター 1990.7
- 超図説目からウロコの遺伝・DNA学入門 ダーウィンから遺伝子治療まで スティーヴ・ジョーンズ 講談社 2003.2
- 行動の神経生物学 ギュンター・K.H.ツーパンク シュプリンガー・ジャパン 2007.9

## 参考
- 浮気をしたい脳 ヒトが「それ」をがまんできない訳 - 紀伊国屋書店BookWeb
- 東北大学脳科学センター 研究者詳細